# Unter Wölfen (1985)
Unter Wölfen ist ein französischer Polit-Thriller von José Giovanni aus dem Jahr 1985.

## Handlung
Ein General der NATO wird in Italien von einer Gruppe linksradikaler Terroristen entführt und in einer Felsenfestung irgendwo am Mittelmeer gefangen gehalten. Die Terroristen versuchen unter Anwendung von Foltermethoden, militärische Geheimnisse aus ihm herauszupressen, die Verteidigungspläne der NATO in Bezug auf den Mittelmeerraum betreffen. Den Mann über legale, diplomatische Kanäle zu befreien, scheint aussichtslos. Daher heuert der Geheimdienst eine Gruppe hochspezialisierter Krimineller und Söldner an, die sich aus sehr unterschiedlichen Gründen an der Aktion beteiligen: Abenteuerlust oder Verzweiflung, Geld, Rache oder persönliche Ressentiments. Die zehn Mann starke Truppe wird von NATO-Attaché Dr. Straub instruiert. Chef der Truppe ist Roger Lacier, ein Rom und ein renommierter Safe-Knacker und Meisterschütze. Die Aktion gelingt, wenn auch einige ihr Leben verlieren. Der NATO bleibt das Problem, was mit den Überlebenden der illegalen Aktion geschehen soll, das nun mit kalter Brutalität gelöst wird.

## Produktion und Veröffentlichung

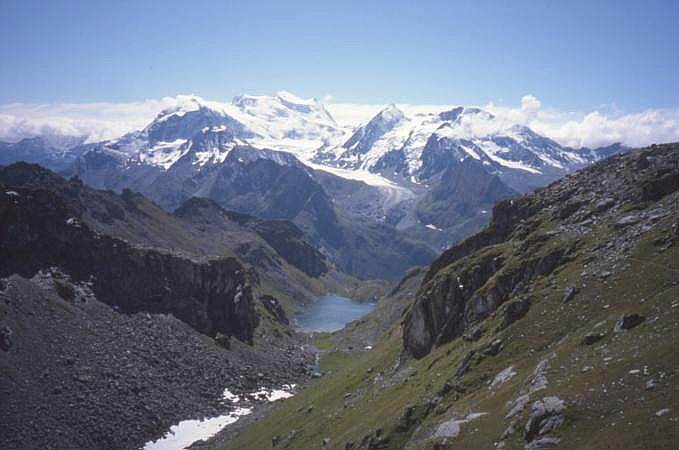
Lac de Louvie

Der Film wurde von C.O.F.C.I. und TF1 Films Production produziert. Das Drehbuch, das auf dem gleichnamigen Roman von Giovanni beruht, schrieb der Regisseur in Zusammenarbeit mit dem französischen Autor Jean Schmitt. Die spektakulären Kletterszenen mit Patrick Edlinger filmte der Dokumentarfilmer Jean-Paul Janssen, der mit seinen Filmen wesentlich zur Popularität Edlingers als Pionier des Freikletterns beigetragen hat. Nach Aussagen Edlingers habe er einer Teilnahme an Giovannis Film nur unter der Bedingungen zugestimmt, dass Janssen die Aufnahmen macht. Für Janssen selbst, der im Februar 1986 verstorben ist, war es die letzte Zusammenarbeit mit Edlinger.
Die Szenen in der Seilbahn wurden am Barrage de Salanfe in der Schweiz gedreht, weitere im Val de Bagnes und am Lac de Louvie.
Die Rolle des NATO-Generals wurde mit dem Amerikaner Robert Arden besetzt, bekannt aus Orson Welles' Herr Satan persönlich (1955). Claude Brasseur, der im französischen Kino häufig den Polizeikommissar verkörpert hat, spielt den Anführer der Bande. Die Musik komponierte der belgische Gitarrist und Filmkomponist Pino Marchese (* 1957).
Der Film kam am 31. Dezember 1985 in die französischen Kinos.

## Rezeption
Der Film war mit 1.047.597 Besuchern in Frankreich ein Publikumserfolg.
Die Kritiken in den Journalen fielen dagegen durchweg negativ aus. Das französische Filmportal Mediafilm schreibt: „Eine unwahrscheinliche Geschichte als Vorwand für Gewaltszenen.[...] Überzogene Darstellung. Die Darsteller bleiben sich selbst überlassen.“ Der Kommentar von Filmdienst lautet: „Langatmiger Abenteuerfilm, der sich vornehmlich in Geheimnistuerei und breiter Ausmalung des Trainings erschöpft.“